# St. Stephanus (Rappoltskirchen)

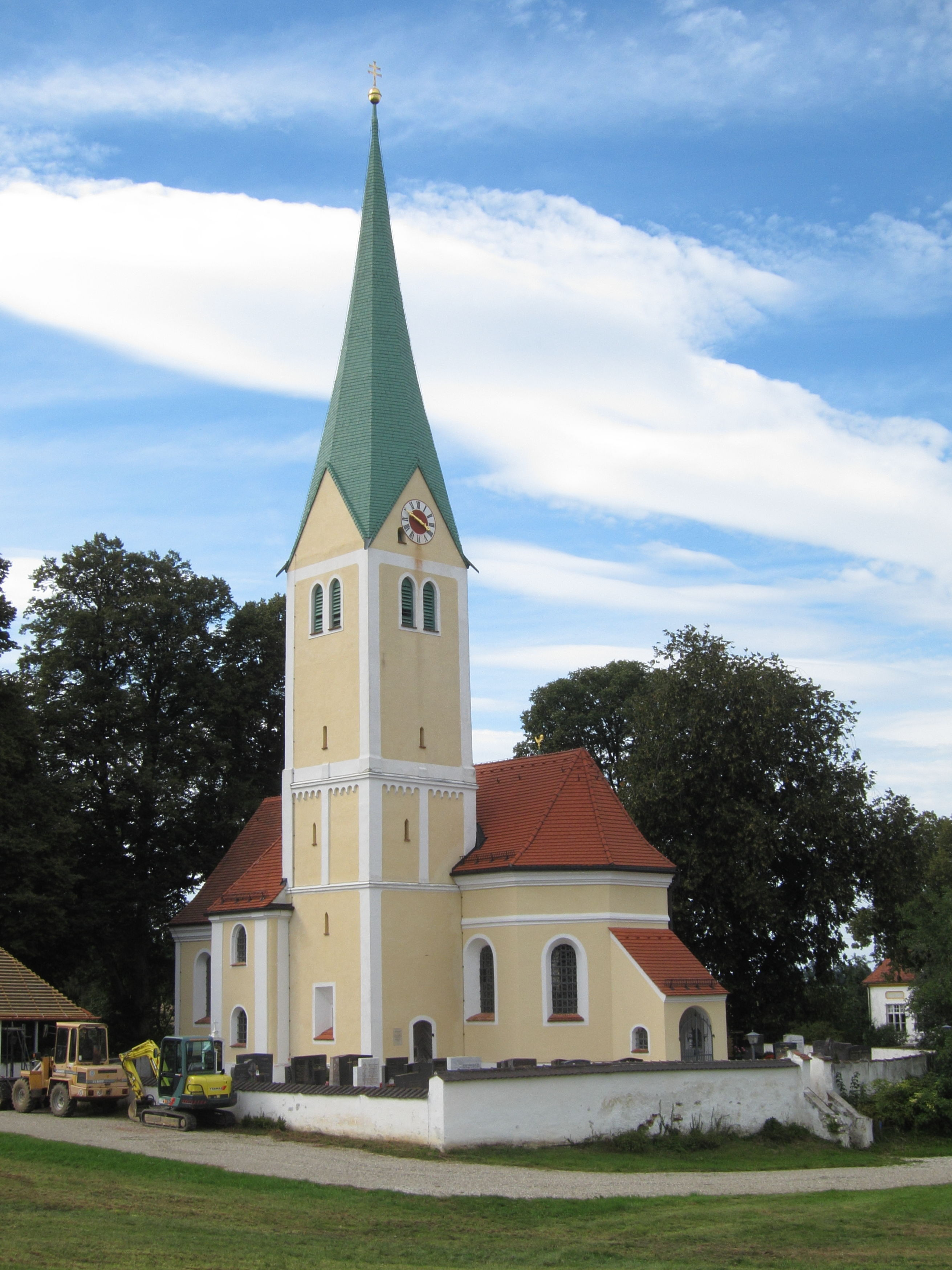
St. Stephanus in Rappoltskirchen

Die römisch-katholische Pfarrkirche St. Stephanus steht in Rappoltskirchen, einem Gemeindeteil von Fraunberg im oberbayerischen Landkreis Erding. Sie ist in der Liste der Baudenkmäler in Fraunberg unter der Nr. D-1-77-120-15 eingetragen. Die Kirche gehört zum Dekanat Erding im Erzbistum München und Freising.

## Beschreibung
Die spätgotische Saalkirche besteht aus dem Langhaus, dem eingezogenen, dreiseitig geschlossenen Chor im Osten und dem Chorflankenturm an der Südwand des Chors, dessen untere Geschosse aus dem 13./14. Jahrhundert stammen und der 1670 nach einem Entwurf von Hans Kogler mit barocken Geschossen aufgestockt wurden. 
Im obersten Geschoss hängen drei Glocken. Die größte ist 420 kg schwer, Ton a'. Sie wurde 1948 von Karl Czudnochowsky in Erding gegossen und ersetzt die große Glocke von 1901, die 1917 für Kriegszwecke abgegeben werden musste und eingeschmolzen wurde. Zwei Glocken von 1530, gegossen von Hans Pamberger aus München, sind erhalten. Sie klingen in den Tönen es″ und f″. Über den vier Giebeln des Turms, an denen zum Teil die Zifferblätter der Turmuhr angebracht sind, erhebt sich ein spitzer Helm. 
Die Kapelle an der Nordwand des Langhauses wurde 1765 nach einem Entwurf von Johann Baptist Lethner angefügt. Im Türmchen dieser Kapelle existiert noch eine alte Wetterglocke, 30 Zentimeter im Durchmesser, 26 Zentimeter hoch, Ton cis″. 
Der Innenraum der Kirche ist mit einem Stichkappengewölbe auf Pilastern überspannt. Der um 1780 von Matthias Fackler gebaute Hochaltar wird von den Skulpturen des Stephanus und des Laurentius von Rom flankiert. Auf den seitlichen Durchgängen stehen der Erzengel Michael und der Erzengel Raphael. In der Kapelle steht ein Altar aus Stuckmarmor, den Johann Anton Pader baute.

## Orgel
Die pneumatische Kegelladen-Orgel mit fünf Registern auf einem Manual und Pedal wurde 1906 von Franz Borgias Maerz erbaut. 1966 baute sie Ludwig Wastlhuber um. Das Instrument hat heute folgende Disposition:
| Manual     |    |       |
| Principal  | 8′ |       |
| Gedackt    | 8′ |       |
| Salicional | 8′ |       |
| Fugara     | 4′ |       |
| Nachthorn  | 2′ | (neu) |

| Pedal  |     |
| Subbaß | 16′ |

- Koppeln: M/P, Superoktavkoppel
- Spielhilfen: Tutti